# Orehovica, Šentjernej
Orehovica este o localitate din comuna Šentjernej, Slovenia, cu o populație de 210 locuitori.